# Symfonie nr. 21 (Bruk)
Fridrich Bruk voltooide zijn Symfonie nr. 21 (Voorgevoel, ter nagedachtenis aan Anne Frank) in 2018.
Deze symfonie nr. 21 vormt het sluitstuk van een drieluik, die bestaat uit Symfonie 19, Symfonie nr. 20 en nr. 21. Ze hebben een gemeenschappelijk thema in de aanloop en daadwerkelijke Holocaust. De symfonie is geschreven in twee delen (voorgevoel 1 en Voorgevoel 2). Het voorgevoel verwijst naar een passage in Het Achterhuis van Anne Frank (8 maart 1943) waarin zij zich in een droom zonder ouders bevindt in een gevangenis.
Anne Frank wordt in het werk weergegeven door de altfluit, die zachtjes heen en weer beweegt tussen trompetten, die in Bruks weergave staan voor de bezettingsmacht. De symfonie duurt ongeveer 15 minuten, een verwijzing naar Anne's vijftien levensjaren.  
De totale drieluik werd in 2020 uitgegeven door Toccata Records, of het werk een publiek uitvoering heeft gekregen is niet bekend (gegevens maart 2021). 
Orkestratie:
- 3 dwarsfluiten, 2 hobo’s, 3 klarinetten, 2 fagotten
- 4 hoorns, 2 trompetten,
- pauken, 1 man/vrouw percussie
- violen, altviolen, celli, contrabassen